# Krtíš
Der Krtíš ist ein 35,5 km langer Fluss in der Mitte der Slowakei und ein rechter Nebenfluss des Ipeľ.
Der Fluss entspringt in der Krupinská planina (deutsch Karpfener Hochebene) unterhalb des 622 m n.m. hohen Hügels Vrsáč östlich von Senohrad und nordöstlich von Dačov Lom innerhalb des Truppenübungsplatzes Lešť und fließt Richtung Süden. Bei Modrý Kameň nimmt der Krtíš die linksseitige Riečka auf und verläuft danach parallel zur Straße 2. Ordnung 527. Drei Kilometer unterhalb von Modrý Kameň erreicht er die Stadt Veľký Krtíš und weiter Malý Krtíš, bevor zwischen Nová Ves und Sklabiná der rechtsseitige Plachtinský potok in den Fluss mündet. Bei Želovce und Záhorce ändert sich die Richtung gegen Südwesten und die Mündung in den Ipeľ liegt östlich von Slovenské Ďarmoty und gegenüber der ungarischen Stadt Balassagyarmat.